# Носовский, Игорь Георгиевич
Игорь Георгиевич Носовский (4 октября 1920, Свердловск — 22 февраля 2015, Киев) — доктор технических наук, профессор, специалист в области теории трения и износа материалов. Он остается одной из самых ярких фигур современной трибологии.

## Биография
Родился 4 октября 1920 года в г. Свердловск, Луганской области (При рождении фамилия была Носовской, случайно была изменена во время войны). В 1936 году поступил в Днепропетровский металлургический институт на специальность «Производство чугуна и стали». В 1941 году принимал активное участие в обороне Днепропетровска от немецко-фашистских захватчиков. В 1941 году поступил в авиационную академию им. Жуковского (Москва), которую успешно окончил в 1944 году. После окончания воевал на Белорусском фронте. Войну закончил в Берлине (Германия). В августе 1945 года женился на Головниной Виктории Степановне, дочери главного хирурга г. Магнитогорск, Головнина Стефана Кирилловича. В 1957 году в Киеве родился сын Носовский Олег Игоревич.
Служил в Вольске, Саратовская область, потом был переведен на преподавательскую работу в военное училище в г. Васильков, Киевская область, а затем в Киевское высшее военное авиационное инженерное училище (Киев), в котором и проработал до его ликвидации. Полковник, доктор технических наук, профессор, 20 лет заведовал кафедрой авиационного материаловедения и химии.
Область научных интересов Игоря Георгиевича весьма обширна. Выполненные под его руководством крупные исследования в области трибологии получили широкое признание как в СССР, Украине, России, так и за рубежом.
Проблемой трения твердых тел Игорь Георгиевич начал занимался в 50-х годах под руководством Б. И. Костецкого. Значительное место в научной деятельности И. Г. Носовского занимает исследования влияния газовой среды на развитие процессов трения и изнашивания металлов: железо, кобальт, никель, сталь, а также влияние аллотропических превращений на развитие процессов окислительного изнашивания и схватывания.
На 2012 год Игорь Георгиевич Носовский подготовил 75 кандидатов наук и 5 докторов наук. Им самим и в соавторстве написано более 200 научных статей, имеет 25 авторских свидетельств, 7 учебников, 5 монографий.
22 февраля 2015 году на 95 году жизни скончался, похоронен на Совском кладбище в г. Киев.